# 迪普黑文 (明尼蘇達州)
迪普黑文（英語：Deephaven）是一個位於美國明尼蘇達州亨內平縣的城市。

## 人口
根據2020年美國人口普查的數據，迪普黑文的面積為10.11平方千米，當中陸地面積為6.02平方千米，而水域面積為4.09平方千米。當地共有人口3899人，而人口密度為每平方千米386人。